# Hühnergebirge
Das Hühnergebirge (tschechisch Slepičí hory) ist ein kleiner Mittelgebirgszug im Südböhmen. Es befindet sich zwischen Trhové Sviny und Kaplice, von beiden Städten jeweils ca. 8 km entfernt, im Okres Český Krumlov und wird durch das Tal der Schwarzau (Černá) vom Gratzener Bergland getrennt.

## Beschreibung
Das Gebirge hat eine Nord-Süd-Ausdehnung von 10 km und von Ost nach West von 5 km. Es bildet die östliche Abgrenzung der von der Maltsch durchflossenen Kaplitzer Furche (Kaplická brázda). Seine höchste Erhebung ist der Kohout (Hahn) mit 869 m.
Das Hühnergebirge ist nur wenig besiedelt, von der Ansiedlung Daleké Popelice (Dalleken) sind nur noch einzelne Gehöfte erhalten. Umliegende Gemeinden sind Soběnov (Oemau), Besednice (Bessenitz), Slavče (Slabsch) und Benešov nad Černou. Das Gebirge ist Teil des Naturparks Soběnovská vrchovina (Oemauer Bergland), der seit 1995 die Wald- und Wiesenlandschaft sowie die historischen wasserbaulichen Anlagen an der Schwarzau erhalten soll.
Zwei besonders schutzwürdige Gebiete wurden ebenfalls 1995 zu Naturreservaten erklärt. Das sind:
- der Buchenbestand am Südwesthang des Ševcova hora (Schusterberg) mit einer Fläche von 8,33 ha
- der Blumen-Buchenwald am östlichen Schutthang des Vysoký kámen (Henne) mit einer Fläche von 3,21 ha; er ist auch ein Rückzugsgebiet des Uhus

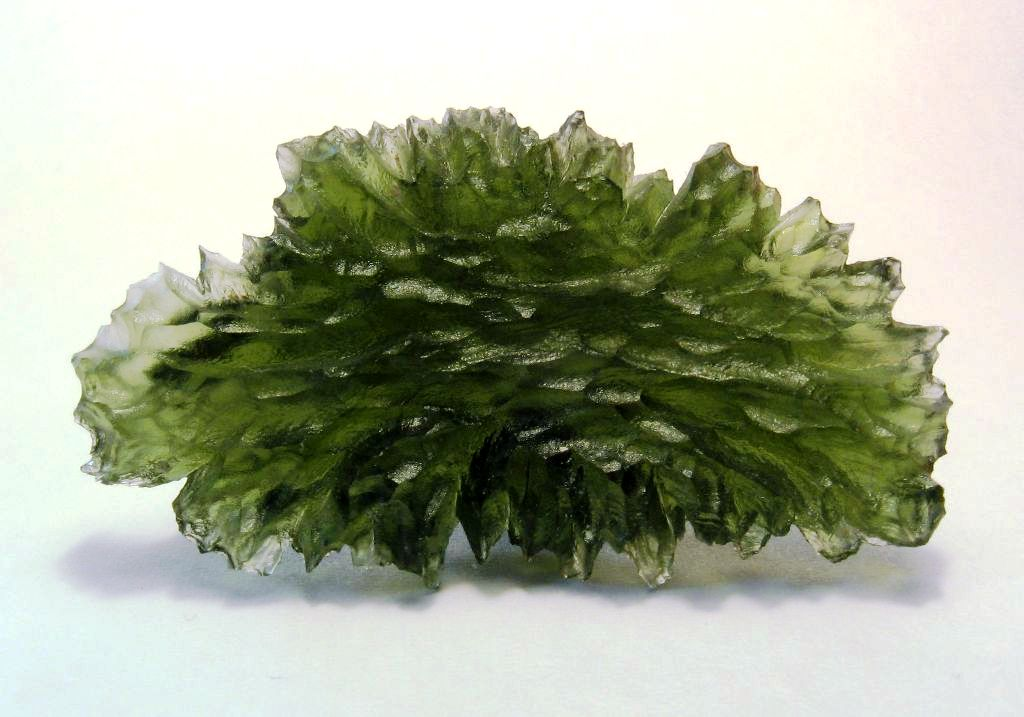
Moldavit aus Besednice (Bessenitz)

Das gleichfalls 1995 erklärte Naturdenkmal (PP) Besednické vltavíny (Bessenitzer Moldavite) umfasst eine Fläche von 28 ha und beinhaltet die Wiesen- und Waldlandschaft mit freistehenden Einzelhöfen am östlichen Ortsrand von Besednice. Im Schutzgebiet liegt eine alte Tongrube, die als reichhaltiger Fundort von Moldaviten gilt.

## Wichtigste Erhebungen
- Kohout (Hahn), 869 m
- Vysoký kámen (Henne), 865 m
- Besednická hora (Bessenitzer Berg), 753 m